# Mộng (phim 1967)
Mộng (tiếng Hàn Quốc: 꿈, tiếng Trung: 夢) là một bộ phim điện ảnh hiện thực huyền ảo do Shin Sang-ok đạo diễn, được xuất phẩm vào năm 1967 tại Seoul.

## Lịch sử
Truyện phim phỏng theo một tích trong tác phẩm Tam quốc di sự của thiền sư Nhất Nhiên.

## Nội dung
Trong thời Tân La, vùng Myeongju gần Seorabeol có một ngọn đồi đầy hoa, trên đồi lại có Lạc Sơn tự quanh năm vắng lặng, ngoài tiếng chuông chùa, tiếng tụng kinh và tiếng gió thì người ta chẳng nghe được gì khác.
Một hôm, có thiếu nữ xuân thì đi hái hoa rồi sơ ý suýt ngã xuống vách đá. May thay có thiền tăng trẻ Josin đi ngang, bèn ra tay cứu nàng. Thiếu nữ bèn e thẹn xưng tên là Dalrye, nhà ở phía chân đồi.
Tăng nhân trẻ cảm thấy trong lòng mình có chút xao xuyến, bèn niệm Quán Thế Âm bồ tát sá tội cho, nhưng dường như bất lực.
Qua mấy hôm sau, Dalrye lại tới rủ Josin đi trốn cùng mình để hưởng lạc, Josin bèn nghe theo. Nhưng cả hai không tránh được cảm giác tội lỗi cùng sự truy lùng của Taesoo và Morye, những người cũng muốn chiếm đoạt Dalrye.

## Kĩ thuật
Phim được thực hiện tại Gyeongju năm 1966 với tổng kinh phí 1 triệu won.

### Sản xuất
- Thiết kế: Lee Jeong-seon
- Phối sáng: Kim Dae-jin
- Hòa âm: Shim Jae-hoon, Yu Chang-kuk
- Trang trí: Chung Woo-taek, Yang Jae-hwan
- Hóa trang: Choi In-yeong, Chae Hoon

### Diễn xuất
- Shin Young-kyun... Josin (조신)
- Kim Hye-jeong... Dalrye (달례)
- Bang Su-il... Morye (모례)
- Jang Hoon... Pyeongmok (평목)
- Seo Wol-yeong... Yongseon (용선)
- Seong So-min... Quân quan (군관)
- Kim Dong-won... Wonnim (원님)
- Han Eun-jin... Phu nhân (부인)
- Heo Myung-ja... Byeolagi (별아기)
- Kim Seon-yeong... Milyeok (미력)
- Lee Yeong-ok... Bawi (바위)
- Choi Kwang-ho
- Park Jong-seol
- Kang Se-young
- Park Boo-yang
- Jang Jeong-guk
- Shin Seok-ho

## Văn hóa

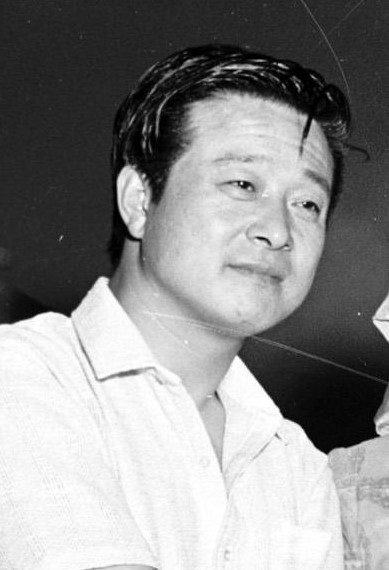
Đạo diễn Thân Tương Ngọc thời điểm thực hiện phim Mộng, 1966.

Bộ phim Mộng vốn là phiên bản mới của bản phim năm 1955 cũng của đạo diễn Shin Sang-ok. Sau khi phim đóng máy, tới năm 1990 đạo diễn Bae Chang-ho lại chuyển thể lần nữa.
Phim được đạo diễn Shin Sang-ok thực hiện ở thời kì điện ảnh Đại Hàn còn sơ khai, hầu hết trang thiết bị phải nhập khẩu từ Mỹ với giá thành không hề dễ chịu. Mặc dù chọn bối cảnh hẹp cùng nhân lực tối thiểu để tiết kiệm kinh phí nhưng phim vẫn có đủ tố chất thương mại và nghệ thuật. Nhờ thế, Mộng trở thành một trong những kiệt tác của Shin Sang-ok và đóng góp tích cực vào kho dữ liệu điện ảnh Hàn Quốc để tiếp tục phát triển trong những thập niên sau.
Năm 1998, dù rất muộn màng, xuất phẩm Mộng được vinh danh tại Liên hoan phim giả tưởng quốc tế Bucheon.

## Liên kết
1. ↑  Thông tin Daum
2. ↑  Mộng - một kiệt tác điện ảnh giả tưởng thập niên 1960
3. ↑  Phim tình cảnh cổ điển thập niên 1960 của Thân Tương Ngọc

- Truyện bối cảnh và diễn viên phim Mộng của đạo diễn Thân Tương Ngọc
- Giấc mơ có khi nao thành hiện thực